# Bezas
Bezas is een gemeente in de Spaanse provincie Teruel in de regio Aragón met een oppervlakte van 26,32 km². Bezas telt 65 inwoners (1 januari 2016).

## Demografische ontwikkeling
Bron: INE, 1857-2011: volkstellingen